# 南野站
南野站（日语：／ Minamino eki */?）是位於山形縣東田川郡庄内町澤新田字村西，東日本旅客鐵道（JR東日本）的陸羽西線車站。
此站以東由仙台分社管轄，鄰站余目站由新潟支社管轄。

## 歷史
- 1959年（昭和34年）5月15日：車站啟用。
- 1987年（昭和62年）4月1日：伴隨國鐵分割民營化，車站由東日本旅客鐵道（JR東日本）營運[1]。

## 車站構造
此站是地面車站，設有1面1線的單式月台。
此站是由新庄站管理的無人車站。

## 使用狀況
在2004年度，1日平均乘車人次為22人。
| 乘車人次變化 | 乘車人次變化 |
| 年度         | 1日平均人次  |
| ------------ | ------------ |
| 2000         | 43           |
| 2001         | 39           |
| 2002         | 30           |
| 2003         | 26           |
| 2004         | 22           |

## 車站周邊
車站周邊為稻田。車站西邊設有小量居民。車站東邊設有農田。
- 南野簡易郵局

## 相鄰車站
東日本旅客鐵道（JR東日本）
■陸羽西線
□快速「最上川」（只限下行）、■普通
狩川－南野－余目

## 注腳
1. ↑  『交通年鑑 昭和63年版』 交通協力會，1988年3月。
2. ↑  『山形県の鉄道輸送』平成26年度版 - 山形県 （页面存档备份，存于）（日語）

## 外部連結
- 車站資訊（南野）：東日本旅客鐵道（日語）